# Francesc Oller i Ferrer
Francesc Oller i Ferrer (Sant Vicenç dels Horts, Baix Llobregat, 1757 - San Juan, Puerto Rico, 1831) fou un metge militar, introductor de la vacunació antivariolosa a l'illa de Puerto Rico.
Després d'estudiar medicina a Barcelona, va ser cridat a exercir com a oficial mèdic en l'Imperi Espanyol, a Santo Domingo, després Veneçuela, i finalment a Puerto Rico, on va passar la resta de la seva vida. Les seves habilitats professionals i el seu do de l'organització el va fer assumir les més altes responsabilitats de les autoritats de salut, militars i civils. La seva empatia i dedicació als menys afortunats li van merèixer el qualificatiu de "doctor amor".
Es va distingir en la lluita que va lliurar contra la verola, al principi aplicant el mètode de la variolació, després del descobriment realitzat per Edward Jenner, organitzant a Puerto Rico una campanya de vacunació massiva, abans de l'arribada de la Reial Expedició Filantròpica de la Vacuna, coneguda com a Expedició Balmis, que li va valer dures crítiques i l'enemistat per part de Francisco Javier Balmis i Berenguer, director de l'expedició.